# Jardin de l'abbaye de Vierzon
Le jardin de l'abbaye, intégrant le square Lucien Beaufrère, est situé à Vierzon dans le Cher.
Le square Lucien Beaufrère est un jardin Art déco, qui abrite un monument aux morts d'inspiration pacifiste,  inauguré en 1933 et œuvre de l'architecte et statuaire angevin Eugène-Henry Karcher. Le jardin contient, outre le monument, un ancien lavoir et un auditorium de plein air.

## Origine
Le jardin se situe sur un îlot entre le canal de Berry et l'Yèvre acheté par la commune de Vierzon à l'abbaye bénédictine Saint-Pierre en 1922 afin d'y construire un jardin public.
Un concours pour le projet d’un monument aux morts de la Guerre de 1914-1918 est organisé en 1927. Par ailleurs, une souscription publique est engagée. Eugène-Henri Karcher conçoit un projet qui dépasse le  seul monument aux morts : il prévoit un jardin pour l’accompagner et le magnifier. Lauréat du concours, il écrit au maire de Vierzon Lucien Beaufrère en 1929, qu’il envisage le monument : « comme une page d’histoire, l’Histoire de la guerre. Comme tel, ce monument marque une époque; c’est l’Image de la Douleur Humaine et des plus nobles aspirations du cœur humain. Il est et sera toujours un enseignement d’actualité et en cela même de nature à concilier toutes les opinions ».
Eugène-Henri Karcher réside huit ans à Vierzon afin de suivre le chantier. Il réalise les sculptures et les bas-reliefs à Vierzon, dans un atelier mis à sa disposition. Soucieuse d'associer l’art et le social, la municipalité fait appel à des chômeurs de Vierzon pour les terrassements et à des entreprises locales pour les travaux. Louis Charbonnier est intervenu pour la ferronnerie et la société Denbac, créée par les Vierzonnais René Denert et René-Louis Balichon, pour les céramiques.

## Description
Le jardin de l'abbaye se développe sur une superficie de 6 000 m2. Il comprend le square Lucien Beaufrère avec un jardin art déco, le monument aux morts et l'auditorium puis un jardin plus traditionnel dit « romantique ».

### Le jardin art-déco
Dans le jardin architecturé aucune plante n’échappe à « la mise en forme ». Karcher détermine précisément les couleurs des arbres et des arbustes qui sont plantés.
Au pied du monument aux morts, un bassin d’eau est bordé par deux fontaines semi-circulaires décorées de mosaïques. Derrière ces fontaines se trouvent les grilles de la paix, ferronnerie intégrant notamment des colombes en grès.

### Le monument aux morts
Le monument aux morts  est réalisé en pierre de Lavoux. À l’arrière du monument se  trouve, une pietà  laïque, la sculpture d’une mère tenant dans ses bras son fils mort  au combat. 
En 1962, une sculpture réalisée par Karcher, L’homme pensant, est mise en place, à sa demande, pour commémorer la Seconde Guerre mondiale. Le soldat est représenté enchaîné mais la présence d’un rameau d’olivier au-dessus de sa tête « apporte une note d’espoir ». Une citation est gravée :
Hommes que j’entrevois, 

dans l’assourdissement des trompettes farouches,

plus forts que des lions et plus vains que des mouches,

pour le plaisir de qui vous exterminez-vous ?

Vous n’avez qu’un seul droit : c’est de vous aimer tous
— Victor Hugo

### L'auditorium

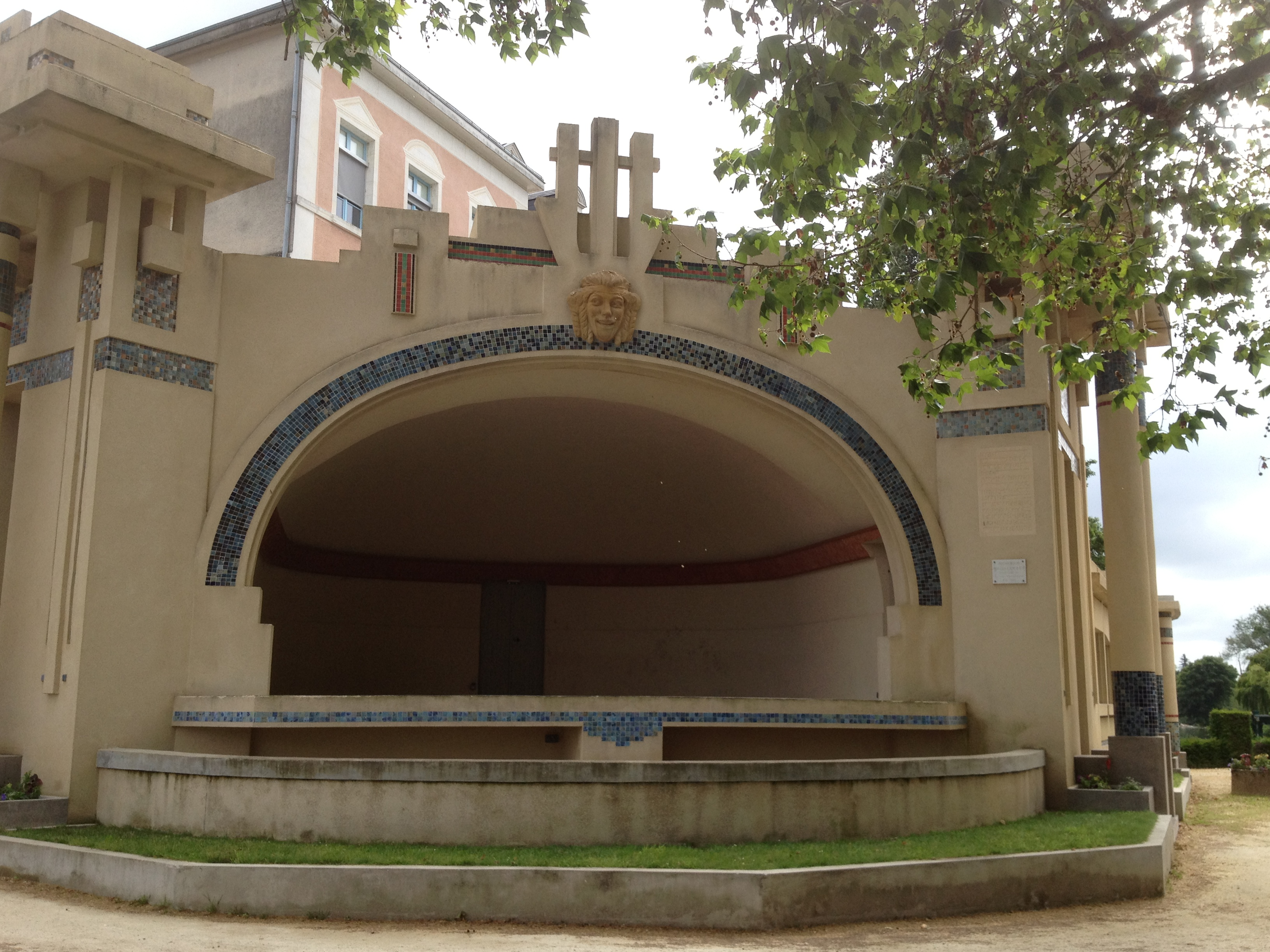
Auditorium Albert-Collet

En 1935 est construit un auditorium et un lavoir en continuité du square. 
L'auditorium Albert-Collet, directeur de la Lyre Vierzonnaise entre 1935 et 1945, est à la fois un kiosque à musique comprenant une fosse d'orchestre, des loges d'artistes et une scène. Le lavoir est dans sa partie basse.

### Le jardin romantique
Le jardin dit romantique est un jardin de type XIXe siècle planté d'essences caduques et persistantes autour d'un cheminement périphérique.

## Protection et réhabilitation
Cet aménagement est inscrit au titre des monuments historiques en 1988. Il est classé dans sa totalité au titre des monuments historiques depuis 1996,.
Le jardin a fait l'objet d'importants travaux de réhabilitation entre 2000 et 2007.